# Frank W. Higgins

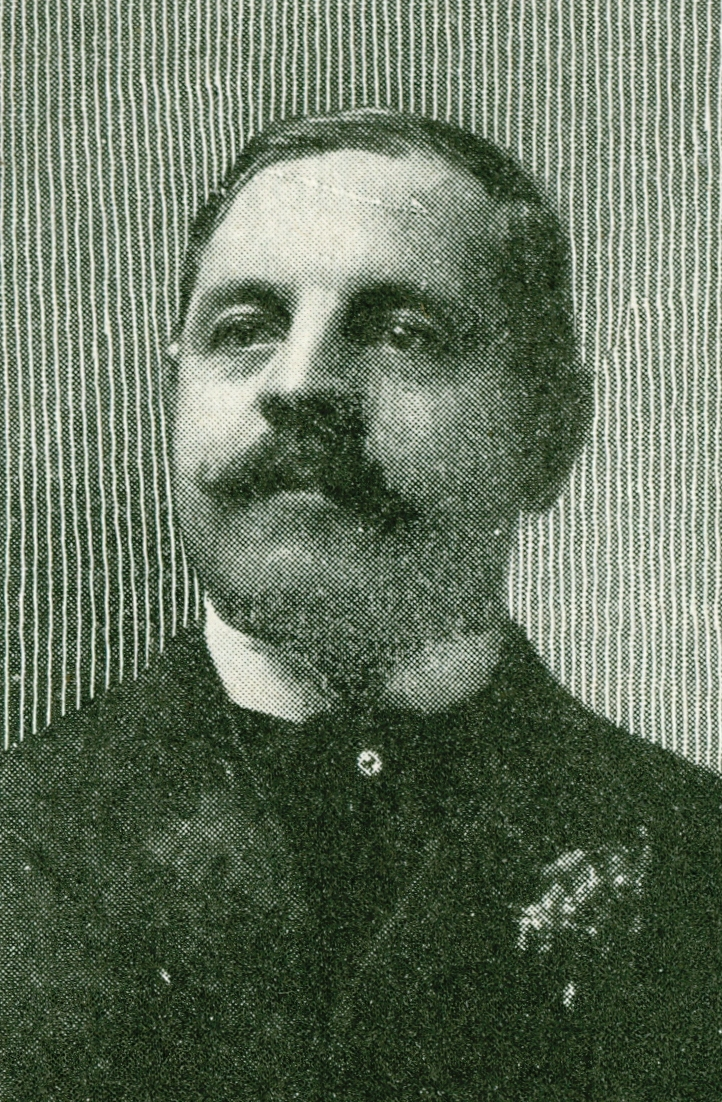
Frank W. Higgins

Frank Wayland Higgins, född 18 augusti 1856 i Rushford, New York, död 12 februari 1907 i Olean, New York, var en amerikansk republikansk politiker.
Han var ledamot av delstatens senat i New York 1894–1902. Han var viceguvernör i New York 1903–1904 och guvernör 1905–1906. Han avled bara några veckor efter att ha lämnat guvernörsämbetet.
Higgins var frimurare.